# Passiflora lancearia
Passiflora lancearia Mast. – gatunek rośliny z rodziny męczennicowatych (Passifloraceae Juss. ex Kunth in Humb.). Występuje naturalnie w Ameryce Środkowej na obszarze od południowego Meksyku aż po Kostarykę.

## Morfologia
PokrójZdrewniałe, trwałe, nagie liany.
LiściePodłużnie eliptyczne lub eliptyczne, rozwarte lub ostrokątne u podstawy. Mają 4–10 cm długości oraz 2–6 cm szerokości. Całobrzegi, z tępym lub ostrym wierzchołkiem. Ogonek liściowy jest nagi i ma długość 14–25 mm. Przylistki są szczeciniaste, mają 1–2 mm długości.
KwiatyPojedyncze. Działki kielicha są podłużne, zielonkawe, mają 1,6–1,8 cm długości. Płatki są liniowo lancetowate, białe, mają 1,2–1,3 cm długości. Przykoronek ułożony jest w dwóch rzędach, biały, ma 3–8 mm długości.
OwoceSą kulistego kształtu. Mają 2,5–3 cm średnicy.